# Wan Qingliang
Wan Qingliang (chinois simplifié : 万庆良 ; chinois traditionnel : 萬慶良 ; pinyin : Wàn Qìngliáng ; cantonais : Maan Hing Loeng, né le 12 février 1964) est un ancien homme politique chinois de la province du Guangdong. Il a été maire de Guangzhou, l'une des villes les plus peuplées de Chine, de 2010 à 2011, puis a été promu secrétaire du Parti communiste, le plus haut poste de la ville. En juin 2014, l'agence anti-corruption du Parti communiste a annoncé que Wan était détenu pour enquête. Wan a été expulsé du Parti communiste chinois le 9 octobre 2014. Il a été reconnu coupable d'accusations criminelles liées à l'acceptation de plus de 100 millions de yuans de pots-de-vin et condamné à la prison à vie.

## Carrière
En 2008, il était vice-gouverneur de la province du Guangdong et faisait partie d'un groupe travaillant à la transformation de la région du delta de la rivière des Perles en une « région centrale de fabrication moderne » pour remplacer les anciennes usines qui fermaient. Il a signé un accord avec l'ASEAN, qui, selon CCTV.com, visait à « explorer et faciliter les activités de coopération dans divers domaines, notamment l'agriculture, les technologies de l'information et de la communication, le commerce et l'investissement, la promotion du tourisme, l'énergie et l'environnement, l'éducation et la santé publique. »
Représentant la province du Guangdong, il a signé un accord pour agrandir l'Université de Macao sur l'île Hengqin du Guangdong, mais sous la juridiction de la région administrative spéciale de Macao.
Il était à la tête de la participation de la province du Guangdong à l'Exposition universelle de 2010. En novembre 2010, Wan a été élu vice-président des Cités et gouvernements locaux unis (CGLU).
En 2011, Wan a déclaré aux médias qu'il « après avoir travaillé pendant vingt ans, je n'ai toujours pas acheté de maison. Je paie un loyer de 600 yuans par mois pour un appartement de 130 mètres carrés dans le quartier de Zhujiang Jingdi ». Wan a été largement ridiculisé pour cet incident, car il a été révélé plus tard qu'une maison de taille similaire dans ce même quartier coûtait au moins 4 000 yuans par mois à louer. L'incident a valu à Wan le surnom d'« empereur des six cents » sur Internet.

## Arrestation
En 2013, un grand nombre d'associés et de subordonnés de Wan ont été arrêtés pour enquête, y compris le maire adjoint Cao Jianliao. Le 26 juin 2014, Wan est apparu dans une conférence de discussion sur la « ligne de masse », soulignant que « lorsque vous vous engagez dans l'autocritique, soyez audacieux, critiquez-vous vous-même, critiquez-vous les uns les autres, n'ayez pas peur ». Le 27 juin, Wan assistait à une réunion au gouvernement provincial lorsqu'il a été soudainement emmené par les enquêteurs. Wan a été le troisième membre suppléant du Comité central à faire l'objet d'une enquête pour abus depuis le 18e Congrès du Parti. Le 30 juin, Wan a été démis de ses fonctions de membre du Comité permanent du Parti provincial et de chef du Parti de Guangzhou.
Le 9 octobre 2014, Wan a été expulsé du Parti communiste chinois à la suite d'une enquête interne. Les enquêtes ont abouti à des accusations criminelles de corruption. La Commission centrale de contrôle de la discipline a déclaré que Wan cherchait à obtenir des avantages pour autrui par le biais d'abus de pouvoir, sollicitait et acceptait de gros pots-de-vin, violait le « Règlement en huit points » et fréquentait souvent des clubs privés. Il a été rapporté que le club qu'il fréquentait dans la montagne Baiyun a été fermé par les autorités. Lors du quatrième plénum du 18e Comité central qui s'est tenu le 23 octobre, le Comité central au complet a ratifié l'expulsion de Wan de l'organisme et du parti lui-même.
Wan a été jugé à Nanning, dans le Guangxi voisin. Au cours du procès, l'accusation a accusé Wan d'avoir reçu quelque 111,25 millions de yuans (environ 16,5 millions de dollars) de pots-de-vin personnellement ou par l'intermédiaire d'un associé, en échange de faveurs politiques ou de promotions. Wan Qingliang a été condamné à la prison à vie le 30 septembre 2016.